# Heilig Hartbeeld (Hulsberg)
Het Heilig Hartbeeld is een standbeeld in het Nederlandse dorp Hulsberg in de provincie Limburg.

## Achtergrond
Het Heilig Hartbeeld werd gemaakt in het Roermondse atelier Cuypers-Stoltzenberg in opdracht van de parochianen, ter herinnering aan het tienjarig priesterfeest van pastoor M. Kerkchoffs. Het werd geplaatst in een plantsoen bij de Sint-Clemenskerk, waar het op zondag 3 augustus 1941 werd ingewijd. In 1957 werd het beeld op de huidige locatie geplaatst, onder een baldakijn voor een halfrond muurtje, met lantaarns op de uiteinden. Bij een renovatie in 2001 werden het muurtje en baldakijn vervangen door een stenen koepel.

## Beschrijving

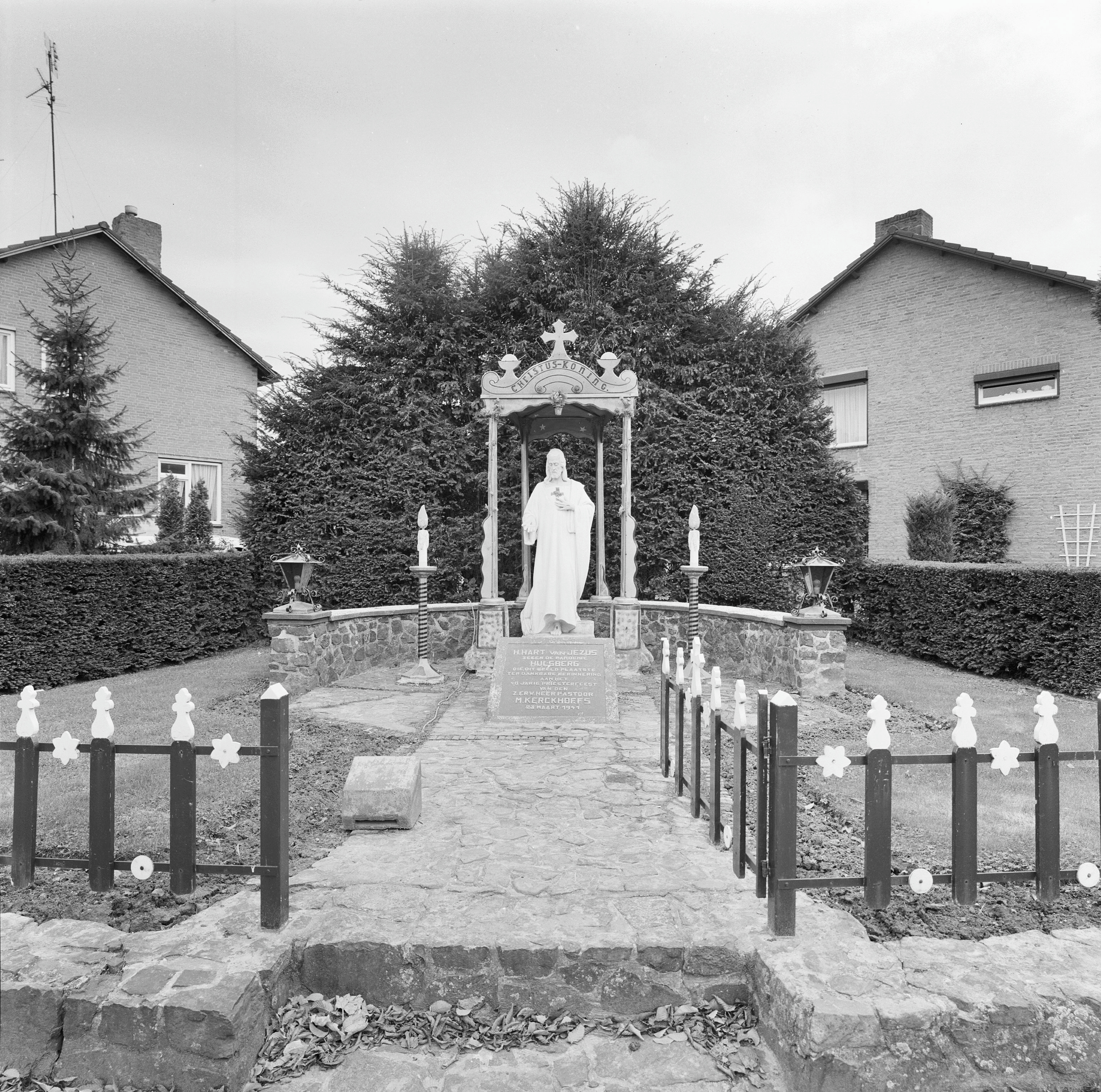
Het monument in 1991

Het beeld toont een staande Christusfiguur, blootsvoets en omhangen met een mantel. Hij wijst met zijn linkerhand naar het Heilig Hart op zijn borst, zijn rechterhand wijst voorwaarts. In beide handen zijn de stigmata zichtbaar.
Vóór de restauratie in 2001 was voor het beeld een plaquette geplaatst met de tekst: 

H Hart van Jesus Zegen de parochie Hulsberg Dit beeld plaatste de parochie Hulsberg ter dankbare herinnering aan het 40 jarig Priesterfeest van den zeer Eerw. Heer Pastoor M. Kerckhoffs